# Червонохвостий сом
Червонохвостий сом (Phractocephalus hemioliopterus) — єдиний вид роду Пласкоголовий сом (Phractocephalus) родини Пласкоголові соми ряду сомоподібні. Відомий з доби міоцену (близько 13,5 млн років тому). Наукова назва походить від грецьких слів phraktos, тобто «огорожа», та kephale — «голова».

## Опис
Завдовжки сягає 1,8 м при вазі 80 кг. Голова велика, широка, сплощена зверху. Очі невеличкі, розташовано у верхній частині голови з боків. Є 3 пари вусів, з яких 1 пара на верхній щелепі довша за 2 пари вусів на нижній щелепі. Тулуб масивний, подовжений. Спинний плавець широкий та високий. Жировий плавець невеличкий. Грудні плавці довгі та широкі. Анальний плавець втягнуто донизу, з короткуватою основою. Хвостовий плавець дуже широкий, з розгалуженими променями.
Спина має коричневий колір, боки — жовті, грудні, черевні та анальний плавці чорного кольору, верхня частина спинного (нижня частина — чорна) та хвостовий плавці мають помаранчево-червоне забарвлення. Звідси походить назва цього виду. Черево має кремовий колір.

## Спосіб життя
Це демерсальна риба. Воліє до прісних водойм. Зустрічається в великих, середніх річках, струмках, озерах на піщаних або мулистих ґрунтах. Діапазон поширення дуже широкий — від швидких ділянках річок, до затоплених лісових боліт. Живиться рибою, крабами і фруктами.
В їжу не вживаються через несмачне м'ясо. Є об'єктом спортивного рибальства.

## Розповсюдження
Мешкає у басейнах річок Амазонка, Ессекібо і Оріноко — від Колумбії до Болівії, включно з Венесуелою, Еквадором і Бразилією. Також акліматизований у водоймах Таїланду та штату Флорида (США).

## Тримання в акваріумі
Потрібно ємність 500—600 літрів. На дно насипають великий пісок темних тонів. Із декорацій підійде одна або дві великі корчі. Корчі краще закріпити на дні, оскільки дорослі соми можуть розбити ними скло. З цієї ж причини не підійдуть і камені. Рослини будуть рости і розвиватися поки соми є малими. З часом рослинність потрібно виривати з коренем. Не допоможуть і висадки в окремі горщики.
Містять сомів поодинці. Сусідів підібрати до них важко — цей сом проковтує все, що пролазить їм у рот. Уживаються з іншими пласкоголовими сомами: брахіплатістомами і великими харациновими. Для цієї спільноти знадобиться ємність ще більше. Краще подивитися на сомів в публічних акваріумах, де в багатотонній ємності зібрано співтовариство амазонської сельви. Їдять соми будь-яку їжу тваринного походження. До хазяїна звикають швидко і дають себе погладити. З технічних засобів знадобиться 1-3 внутрішніх фільтри для створення помірної течії, компресор. Температура тримання повинна становити 20-26 °C.